# Kelvin Kiptum
Kelvin Kiptum Cheruiyot (Eldoret, 1999. december 2. – Eldoret közelében, 2024. február 11.) kenyai hosszútávfutó, a 2023-as londoni és chicagói maraton győztese, a maratonfutás világrekordere és csúcstartója haláláig, az eddigi egyetlen ember, aki 2:01:00 alatt tudta lefutni a maratoni távot hivatalos versenyen.

## Pályafutása
2018-ban, autodidakta módon kezdte el a maratonfutást.
Három hitelesített versenyét mind megnyerte, és mind bekerült minden idők hat legjobb maratoni ideje közé. 2022-ben debütált Valenciában, akkori ideje a valaha volt leggyorsabb idő volt, amelyet újonc futó teljesített, ő lett mindössze a harmadik ember, aki 2:02:00 alá tudott menni, és rögtön minden idők negyedik legerősebb idejét állította fel. 
A 2023-as londoni maratonon minden idők második legjobb idejét futotta 2:01:25-el, mindössze 16 másodperccel elmaradva a világcsúcstól, majd a 2023 októberében rendezett chicagói maratonon új világrekordot futott (2:00:35), nem kevesebb mint 34 másodperccel javítva meg az addigi csúcsot. Teljesítménye mindössze két másodperccel maradt el hivatalosan a 21 km/órás átlagsebességtől.

## Halála
Alig 24 évet élt, amikor az Eldoret és Kaptagat közötti úton elvesztette uralmát az általa vezetett Toyota Premio felett. Lesodródott az útról, árokba csúszott, és egy fának ütközött. A balesetben rajta kívül edzője, Gervais Hakizimana is meghalt.

## Eredményei
- 2022 – Valenciai maraton (Valencia, Spanyolország) –  Arany – 2:01:53 (minden idők negyedik legjobb ideje, WR+44 mp)
- 2023 – Londoni maraton (London, Egyesült Királyság) –  Arany – 2:01:25 (minden idők második legjobb ideje, WR+16 mp)
- 2023 – Chicagói maraton (Chicago, Egyesült Államok) –  Arany – 2:00:35 (világrekord, –34 mp)